# USS Intrepid (CV-11)
USS Intrepid (CV/CVA/CVS-11), också känd som The Fighting "I", är ett av 24 hangarfartyg av Essex-klassen som byggdes under andra världskriget för amerikanska flottan. 

## Historik
Hon var det fjärde fartyget i amerikanska flottan med det namnet. Hon togs i tjänst i augusti 1943 och deltog i flera strider under stillahavskriget, framför allt slaget vid Leytebukten. Hon togs ur tjänst kort efter kriget, moderniserades och togs åter i tjänst i början av 1950-talet som ett attackhangarfartyg (CVA). Hon blev till slut ett ubåtjaktshangarfartyg (CVS). Under hennes andra tjänstgöringsperiod tjänstgjorde hon huvudsakligen i Atlanten men deltog i Vietnamkriget. Hennes mer anmärkningsvärda bedrifter var som återhämtningsfartyg för rymdfärderna Mercury och Gemini. På grund av hennes framträdande roll i strid fick hon smeknamnet "Fighting I", medan hennes återkommande otur och tid i torrdocka för reparation gav henne smeknamnet "Dry I". Hon togs ur tjänst 1974.
1982 blev Intrepid som museifartyg grunden för Intrepid Sea, Air & Space Museum i vid Hudsonfloden i staden New York.

## Galleri

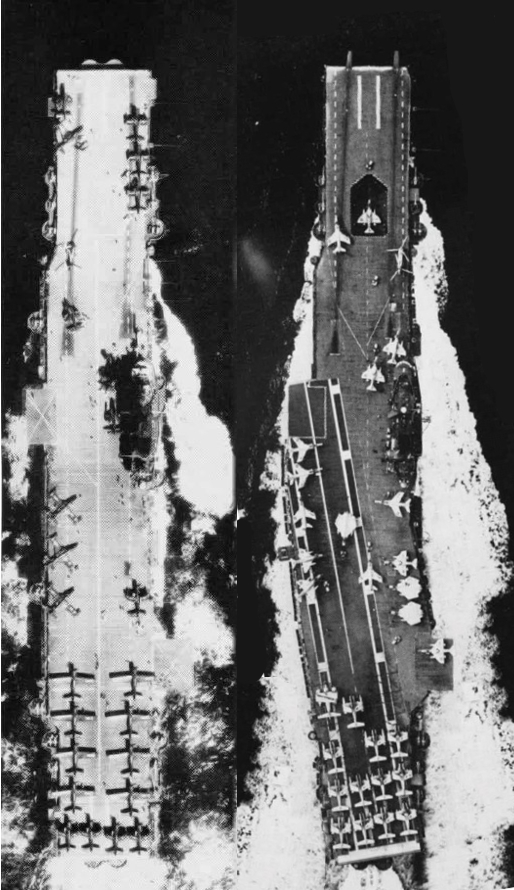
Bild av USS Intrepid efter SCB-27C (vänster) och SCB-125 (höger).
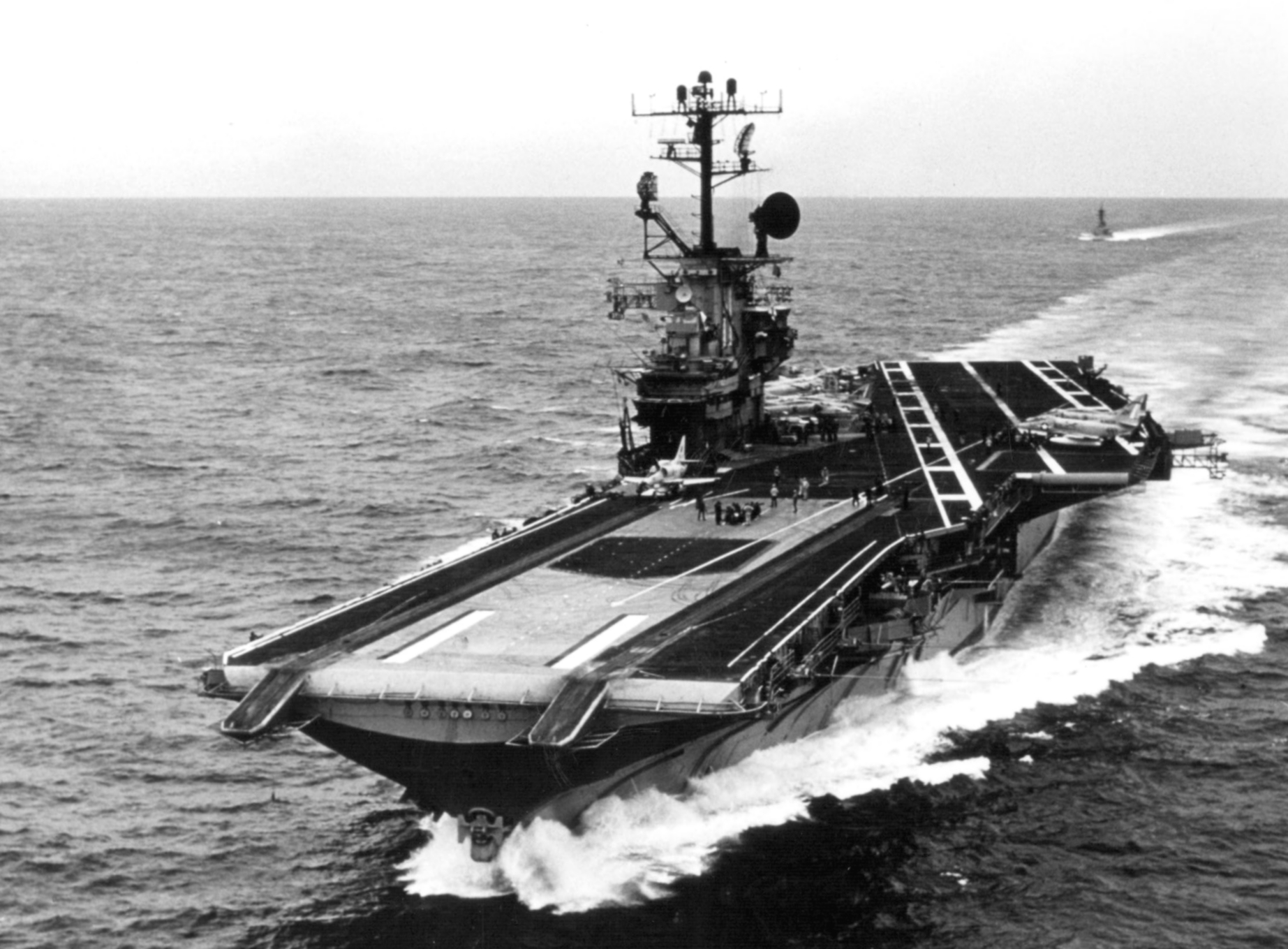
USS Intrepid i Sydkinesiska havet i maj 1968 under Vietnamkriget.
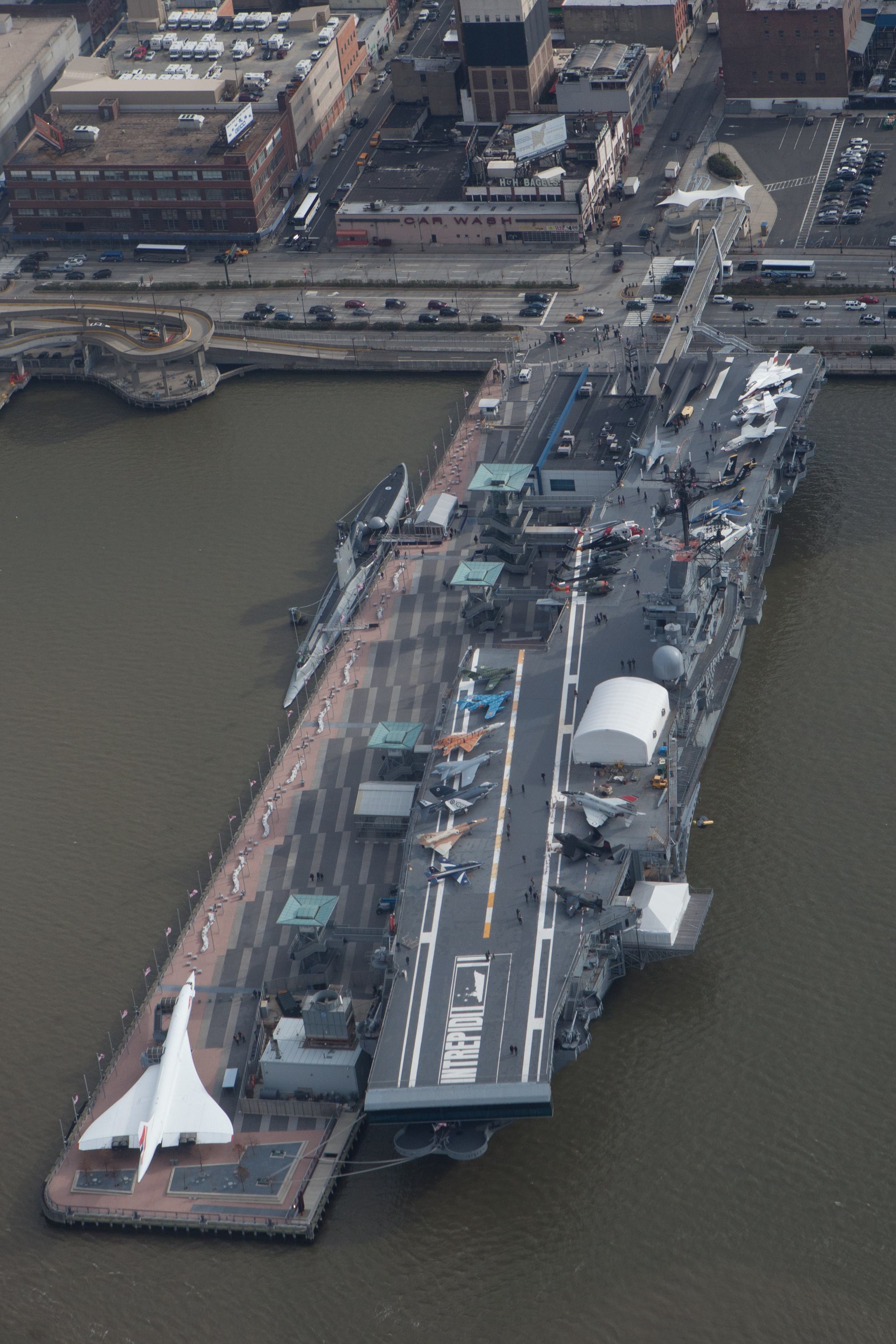
Som museifartyg i New York, bild från 2011.